# Klitik (Geneng)
Klitik is een bestuurslaag in het regentschap Ngawi van de provincie Oost-Java, Indonesië. Klitik telt 5153 inwoners (volkstelling 2010).